# جوان إبراهيم (لاعب كرة قدم)
جوان إبراهيم هو لاعب كرة قدم كردي سوري لعب لنادي الجزيرة في مركز الوسط أغلب مسيرته الكروية، يحمل إجازة في التربية الرياضية من جامعة تشرين بالإضافة إلى دبلوم في التأهيل التربوي.